# Cushman K. Davis
Cushman Kellogg Davis, född 16 juni 1838 i Henderson, New York, död 27 november 1900 i Saint Paul, Minnesota, var en amerikansk republikansk politiker. Han var Minnesotas guvernör 1874–1876 och han representerade Minnesota i USA:s senat från 1887 fram till sin död.

## Biografi
Davis utexaminerades 1857 från University of Michigan i Ann Arbor. Han studerade därefter juridik och inledde 1859 sin karriär som advokat i Waukesha, Wisconsin. Han deltog i amerikanska inbördeskriget och flyttade efter kriget till Minnesota.
Davis var 1867 ledamot av Minnesotas representanthus. Han arbetade som distriktsåklagare 1868–1873. Han blev sedan nominerad till republikanernas guvernörskandidat bland annat tack vare sin kritik mot den okontrollerade expansionen av nya järnvägar. Som guvernör upptäckte han att det var mycket svårt att kontrollera den tidens järnvägsbolag.
Vid tidpunkten för sin död var Davis inne i sin tredje mandatperiod i senaten. Han hade 1897 avancerat till ordförande i senatens utrikesutskott. I den egenskapen deltog han dessutom 1898 i fredsförhandlingarna efter Spansk-amerikanska kriget. Hans grav finns på Arlingtonkyrkogården.